# 미강류
미강류(尾腔類) 또는 미공류는 무판강 미강아강(Caudofoveata)에 속하는 연체동물의 총칭이다. 연체동물문 중에서도 가장 원시적인 분류군으로, 구복류와 함께 무판강으로 분류되기도 한다. 바다 속 부드러운 펄에 파고 들어가 사는 동물로, 몸은 원통형이고 머리는 잘 발달하지 않았고 눈이나 촉각은 없다. 체절은 없다. 몸의 앞끝에는 입이 있고 입주위에는 둥근 방패모양의 발을 형성하는데, 이를 족순이라 란다. 패각은 없지만 외투막은 각 피층으로 덮여있고, 외투막 속에는 많은 석회질성 골편을 가지고 있다. 몸의 뒤끝, 총배설강에 1쌍의 본새항문과 생식공이 열린다.

## 참고 문헌
- 《동물분류학》 - 한국동물분류학회(2008), 집현사